# Brot d'Ebola a l'Àfrica de l'oest de 2014
El brot d'Ebola a l'Àfrica de l'oest de 2014 va ser el nom donat a l'epidèmia de febre hemorràgica de l'Ebola que es va iniciar a Guinea-Conakry al desembre de 2013 tot i que no es va detectar fins al març del 2014 i posteriorment es va estendre a Libèria, Sierra Leone, Nigèria i a finals d'agost al Senegal A 8 de desembre de 2014, segons l'OMS s'han descrit unes 17.991infeccions i 6.756 morts en els cinc països afectats Aquest brot és ja el més greu dels registrats tant pel que fa a malalts com a morts. El 8 d'agost de 2014 l'OMS va designar oficialment aquest brot com una emergència de salut pública internacional.
Diverses organitzacions governamentals entre les quals els Centres per al Control i Prevenció de Malalties dels Estats Units, la Comissió Europea i la Comunitat Econòmica dels Estats d'Àfrica Occidental han donat fons per ajudar a contrarestar la propagació, també organitzacions no governamentals incloent Médecins Sans Frontières i la Creu Roja estan col·laborant in-situ.

## Brot a Àfrica occidental

### Brot inicial a Guinea
El primer cas d'infecció per Ébola registrat a la regió es va produir a Guinea-Conakry el febrer de 2014 tot i que possiblement el brot es va iniciar al desembre de 2013. Els investigadors creuen que el primer cas d'infecció del brot d'Ebola del 2014 a l'Àfrica occidental va ser un nen de 2 anys qui va morir el 6 de desembre de 2014 a la localitat de Meliandou, prefectura de Guéckédougou, Guinea-Conakry. La seva mare, una germana de tres anys i la seva àvia també van emmalaltir i morir mostrant símptomes consistents amb l'Ebola. La gent infectada per aquests infectats van estendre la malaltia a altres poblacions.
Segons un informe de l'Organització Mundial de la Salut, a partir del 28 de març, el nombre total de casos confirmats i no confirmats era de 112, incloent-hi 70 morts, la qual cosa reflectia una taxa de mortalitat del 62,5%. Els casos no confirmats van ser detectats en les prefectures de Conakry (quatre casos), Guéckédougou (quatre), Macenta (un) i Dabola (un). El cas més recent d'aquest tipus va ingressar a l'hospital el 28 de març. El brot es va estendre a la capital, Conakry, una ciutat d'uns dos milions d'habitants. D'acord amb Ibrahima Touré, directora nacional de Plan Guinea, una ONG, «les males condicions de vida i la falta d'aigua i sanejament en la majoria dels barris de Conakry plantegen un seriós risc que l'epidèmia s'intensifiqui en una crisi», ja que «la gent no pensa a rentar-se les mans quan no tenen suficient aigua per beure».

### Propagació a Libèria, Sierra Leone, Nigèria i el Senegal
Després de diversos casos sospitosos no confirmats. Un informe del CDC informà de dos primers casos a Libèria el 29 de març de 2014. El dia 23 de juliol de 2014 Libèria sumava un total de 249 malalts i 129 morts.
Els primers casos detectats a Sierra Leone van ser descrits en el butlletí del CDC del 27 de maig de 2014. A 23 de juliol de 2014, Sierra Leone suma un total de 525 malalts i 224 morts.
El 25 de juliol l'Organització Mundial de la Salut va confirmar el primer cas a Nigèria, concretament a la ciutat de Lagos, on va morir un home que havia estat un vol procedent de Libèria. L'avió va fer escala a Togo, per la qual cosa les autoritats van declarar l'alerta encara que, de moment, no ha transcendit cap incident més. Per intentar aturar la propagació del virus en l'hospital en què va ser tractat va ser tancat i posat en quarantena, i també els metges que el van tractar.

### Casos de ciutadans de l'estat espanyol
El 5 d'agost de 2014, l'Orde Hospitalari de Sant Joan de Déu va confirmar que el sacerdot i ciutadà espanyol Miguel Pajares estava infectat amb el virus de l'Ébola a Monròvia, Libèria. L'organització religiosa també va confirmar que van contactar amb el Ministeri de Relacions Exteriors i Cooperació i el Ministeri de Sanitat, Serveis Socials i Igualtat per demanar la seva repatriació. Pajares va ser repatriat fins a l'hospital Carlos III de Madrid amb un avió de les Forces Armades amb les màximes garanties de seguretat per evitar que pogués propagar el virus. El 12 d'agost, va morir a l'hospital on estava ingressat, i va esdevenir així la primera víctima mortal causada pel virus a l'estat espanyol.
El 20 de setembre del 2014 es va confirmar que un altre missioner espanyol, Manuel García Viejo, director mèdic de l'Hospital Sant Joan de Déu de Lunsar, Sierra Leone, també estava infectat d'Ebola. El religiós i l'Orde Hospitalari de Sant Joan de Déu van demanar la seva repatriació a Espanya. Manuel García va ser repatriat i va morir el dia 25 de setembre a l'hospital Carlos III de Madrid.

### Casos de ciutadans nord-americans
El juliol de 2014, dos metges nord-americans que estaven a Libèria i Sierra Leone van donar positiu a l'Ebola i van ser repatriats a Atlanta, EUA, on els van donar un sèrum que els va curar.
El 30 de setembre, un home de Libèria, Thomas Eric Duncan, va viatjar a Texas i va donar positiu a l'Ebola. Va morir el 8 d'octubre. Dues infermeres a Texas més tard van donar poistiu. Les van donar el sèrum i les va curar.

### Evolució temporal
La gràfica mostra la xifra d'infectats (Cases) i morts (Deaths) a 20 de juliol de 2014, segons les dades del CDC. A més dels infectats i morts a Guinea, Libèria i Sierra Leone s'hi ha de contar la mort d'un ciutadà de Libèria a Nigèria el dia 27 de Juliol, dos infectats no confirmats el dia 30 de juliol i un altre possible cas d'un ciutadà de Libèria qui va morir al Marroc el dia 1 d'agost.
Aquests casos s'han inclòs en la següent taula:
| Taula de l'evolució temporal de contagis i morts a causa de l'Ebola |           |       |           |        |           |         |              |              |           |         |           |         |
| Data                                                                | Total     | Total | Guinea    | Guinea | Libèria   | Libèria | Sierra Leone | Sierra Leone | Nigèria   | Nigèria | Senegal   | Senegal |
| Data                                                                | Infectats | Morts | Infectats | Morts  | Infectats | Morts   | Infectats    | Morts        | Infectats | Morts   | Infectats | Morts   |
| 23 de setembre 2014                                                 | 6.574     | 3.043 | 1.074     | 648    | 3.458     | 1.830   | 2.021        | 557          | 20        | 8       | 1         | 0       |
| 22 de setembre 2014                                                 | 6.405     | 2.984 | 1.048     | 643    | 3.369     | 1.779   | 1.967        | 554          | 20        | 8       | 1         | 0       |
| 21 de setembre 2014                                                 | 6.263     | 2.900 | 1.022     | 635    | 3.280     | 1.707   | 1.940        | 550          | 20        | 8       | 1         | 0       |
| 17 de setembre 2014                                                 | 5.762     | 2.746 | 965       | 623    | 3.022     | 1.578   | 1.753        | 537          | 21        | 8       | 1         | 0       |
| 14 de setembre 2014                                                 | 5.339     | 2.586 | 942       | 601    | 2.720     | 1.461   | 1.655        | 516          | 21        | 8       | 1         | 0       |
| 10 de setembre 2014                                                 | 4.846     | 2.375 | 899       | 568    | 2.415     | 1.307   | 1.509        | 493          | 22        | 8       | 3         | 0       |
| 7 de setembre 2014                                                  | 4.366     | 2.177 | 861       | 557    | 2.081     | 1.137   | 1.424        | 476          | 22        | 7       | 3         | 0       |
| 3 de setembre 2014                                                  | 4.001     | 2.089 | 823       | 522    | 1.863     | 1.078   | 1.292        | 452          | 22        | 7       | 1         | 0       |
| 31 d'agost 2014                                                     | 3.707     | 1.848 | 771       | 494    | 1.698     | 871     | 1.216        | 476          | 21        | 7       | 1         | 0       |
| 26 d'agost 2014                                                     | 3.069     | 1.552 | 648       | 430    | 1.378     | 694     | 1.026        | 422          | 17        | 6       |           |         |
| 20 d'agost 2014                                                     | 2.615     | 1.427 | 607       | 406    | 1.082     | 624     | 910          | 392          | 16        | 5       |           |         |
| 18 d'agost 2014                                                     | 2.473     | 1.350 | 579       | 396    | 972       | 576     | 907          | 374          | 15        | 4       |           |         |
| 16 d'agost 2014                                                     | 2.240     | 1.229 | 543       | 394    | 834       | 466     | 848          | 365          | 15        | 4       |           |         |
| 13 d'agost 2014                                                     | 2.127     | 1.145 | 519       | 380    | 786       | 413     | 810          | 348          | 12        | 4       |           |         |
| 11 d'agost 2014                                                     | 1.975     | 1.069 | 510       | 377    | 670       | 355     | 783          | 334          | 12        | 3       |           |         |
| 9 d'agost 2014                                                      | 1.848     | 1.013 | 506       | 373    | 599       | 323     | 730          | 315          | 13        | 2       |           |         |
| 6 d'agost 2014                                                      | 1.779     | 961   | 495       | 367    | 554       | 294     | 717          | 298          | 13        | 2       |           |         |
| 4 d'agost 2014                                                      | 1.711     | 932   | 495       | 363    | 516       | 282     | 691          | 286          | 9         | 2       |           |         |
| 1 d'agost 2014                                                      | 1.603     | 887   | 485       | 358    | 468       | 255     | 646          | 273          | 4         | 1       |           |         |
| 30 de juliol 2014                                                   | 1.440     | 826   | 472       | 346    | 391       | 227     | 574          | 252          | 3         | 1       |           |         |
| 27 de juliol 2014                                                   | 1.323     | 729   | 460       | 339    | 329       | 156     | 533          | 233          | 1         | 1       |           |         |
| 23 de juliol 2014                                                   | 1.201     | 672   | 427       | 319    | 249       | 129     | 525          | 224          |           |         |           |         |
| 20 de juliol 2014                                                   | 1.093     | 660   | 415       | 314    | 224       | 127     | 454          | 219          |           |         |           |         |
| 18 de juliol 2014                                                   | 1.048     | 632   | 410       | 310    | 196       | 116     | 442          | 206          |           |         |           |         |
| 15 de juliol 2014                                                   | 964       | 603   | 406       | 304    | 172       | 105     | 386          | 194          |           |         |           |         |
| 10 de juliol 2014                                                   | 888       | 539   | 409       | 309    | 142       | 88      | 337          | 142          |           |         |           |         |
| 8 de juliol 2014                                                    | 844       | 518   | 408       | 307    | 131       | 84      | 305          | 127          |           |         |           |         |
| 2 de juliol 2014                                                    | 759       | 467   | 413       | 303    | 107       | 65      | 239          | 99           |           |         |           |         |
| 24 de juny 2014                                                     | 599       | 338   | 390       | 270    | 51        | 34      | 158          | 34           |           |         |           |         |
| 18 de juny 2014                                                     | 528       | 337   | 398       | 264    | 33        | 24      | 97           | 49           |           |         |           |         |
| 10 de juny 2014                                                     | 474       | 252   | 372       | 236    | 13        | 9       | 89           | 7            |           |         |           |         |
| 5 de juny 2014                                                      | 438       | 231   | 344       | 215    | 13        | 9       | 81           | 7            |           |         |           |         |
| 2 de juny 2014                                                      | 354       | 208   | 291       | 193    | 13        | 9       | 50           | 6            |           |         |           |         |
| 27 de maig 2014                                                     | 309       | 200   | 281       | 186    | 12        | 9       | 16           | 5            |           |         |           |         |
| 23 de maig 2014                                                     | 270       | 181   | 258       | 174    | 12        | 9       |              |              |           |         |           |         |
| 14 de maig 2014                                                     | 245       | 164   | 233       | 157    | 12        | 9       |              |              |           |         |           |         |
| 5 de maig 2014                                                      | 243       | 162   | 231       | 155    | 12        | 9       |              |              |           |         |           |         |
| 30 d'abril 2014                                                     | 233       | 153   | 221       | 146    | 12        | 9       |              |              |           |         |           |         |
| 23 d'abril 2014                                                     | 220       | 143   | 208       | 136    | 12        | 9       |              |              |           |         |           |         |
| 21 d'abril 2014                                                     | 215       | 136   | 203       | 129    | 12        | 9       |              |              |           |         |           |         |
| 17 d'abril 2014                                                     | 209       | 129   | 197       | 122    | 12        | 9       |              |              |           |         |           |         |
| 10 d'abril 2014                                                     | 169       | 108   | 157       | 101    | 12        | 9       |              |              |           |         |           |         |
| 7 d'abril 2014                                                      | 163       | 102   | 151       | 95     | 12        | 7       |              |              |           |         |           |         |
| 2 d'abril 2014                                                      | 135       | 88    | 127       | 83     | 8         | 5       |              |              |           |         |           |         |
| 1 d'abril 2014                                                      | 130       | 82    | 122       | 80     | 8         | 2       |              |              |           |         |           |         |
| 31 de març 2014                                                     | 114       | 70    | 112       | 70     | 2         | 0       |              |              |           |         |           |         |
| 27 de març 2014                                                     | 103       | 66    | 103       | 66     |           |         |              |              |           |         |           |         |
| 26 de març 2014                                                     | 86        | 60    | 86        | 60     |           |         |              |              |           |         |           |         |
| 25 de març 2014                                                     | 86        | 59    | 86        | 59     |           |         |              |              |           |         |           |         |

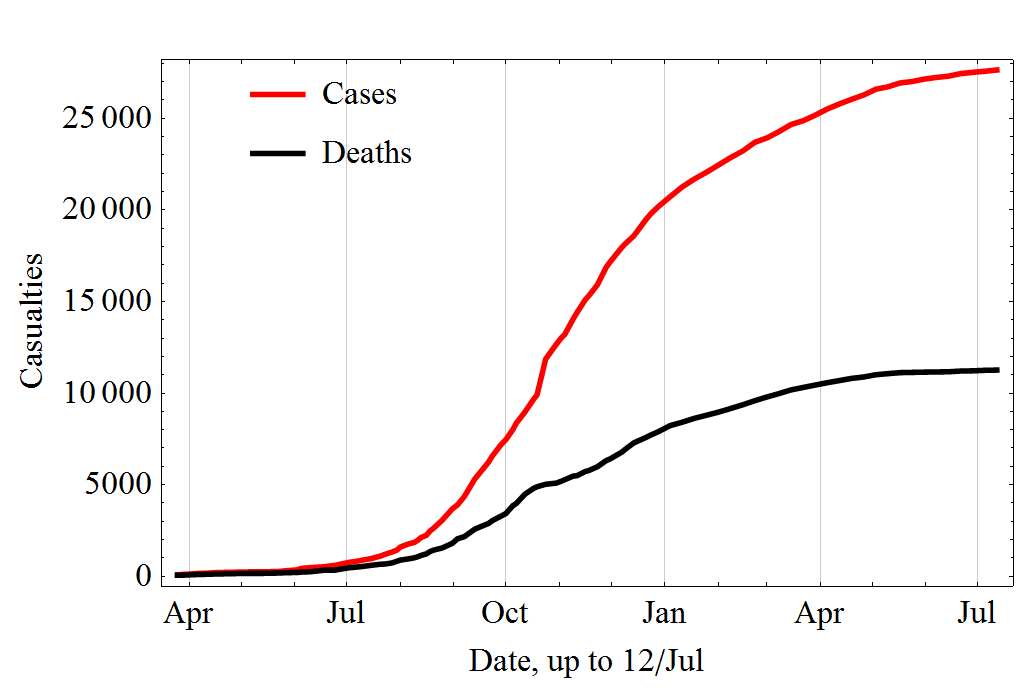
Evolució temporal de casos i morts.

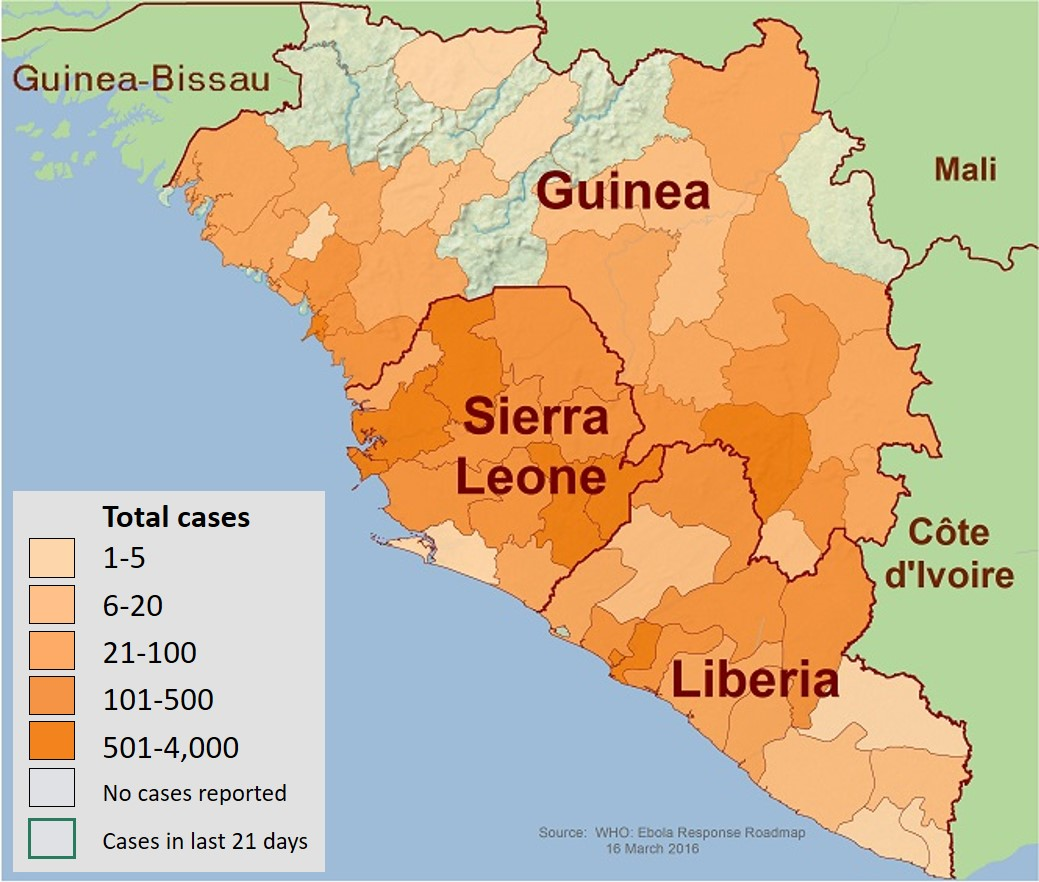
Mapa que mostra les zones afectades pel brot d'Ebola a 14 d'agost de 2014.

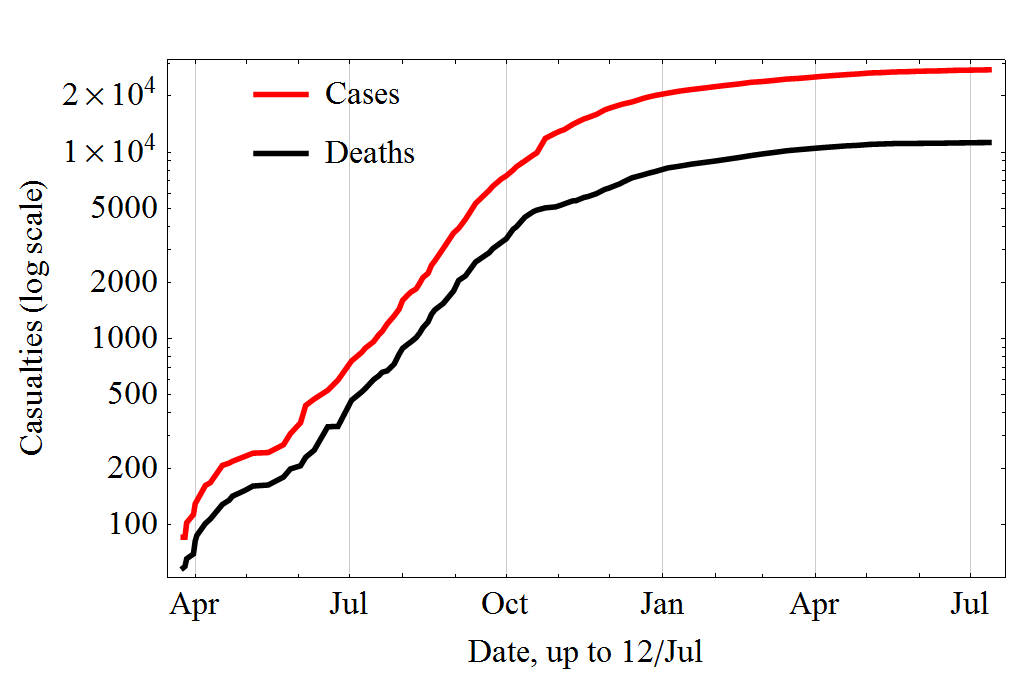
Evolució temporal de casos i morts en escala logarítmica.
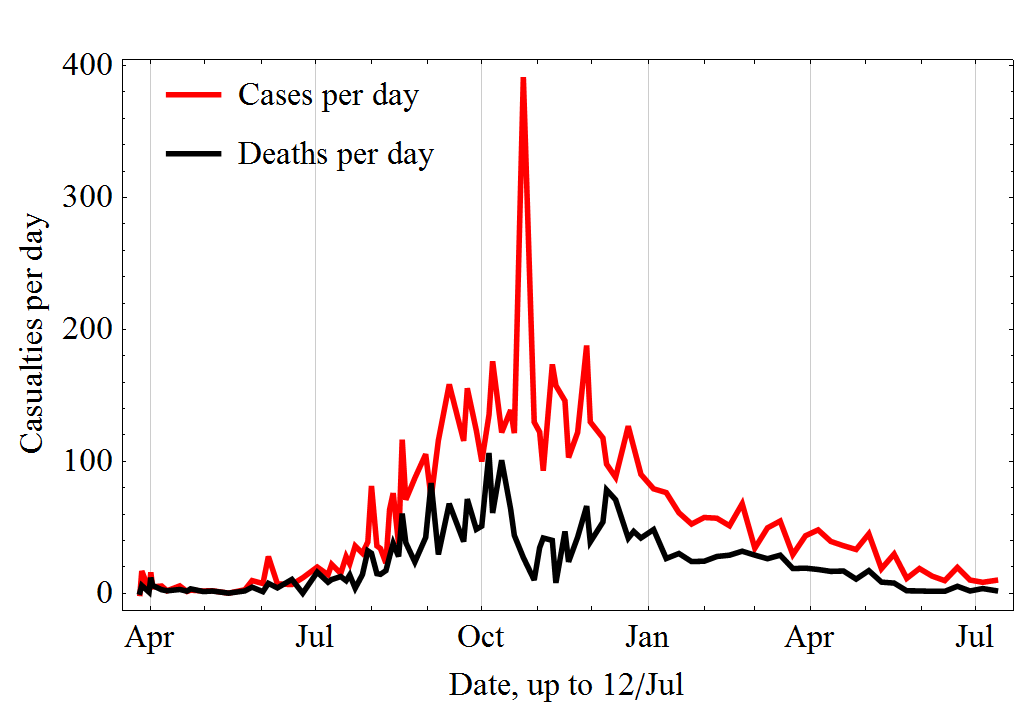
Mitja de nous casos i morts per dia (entre informes de l'OMS).

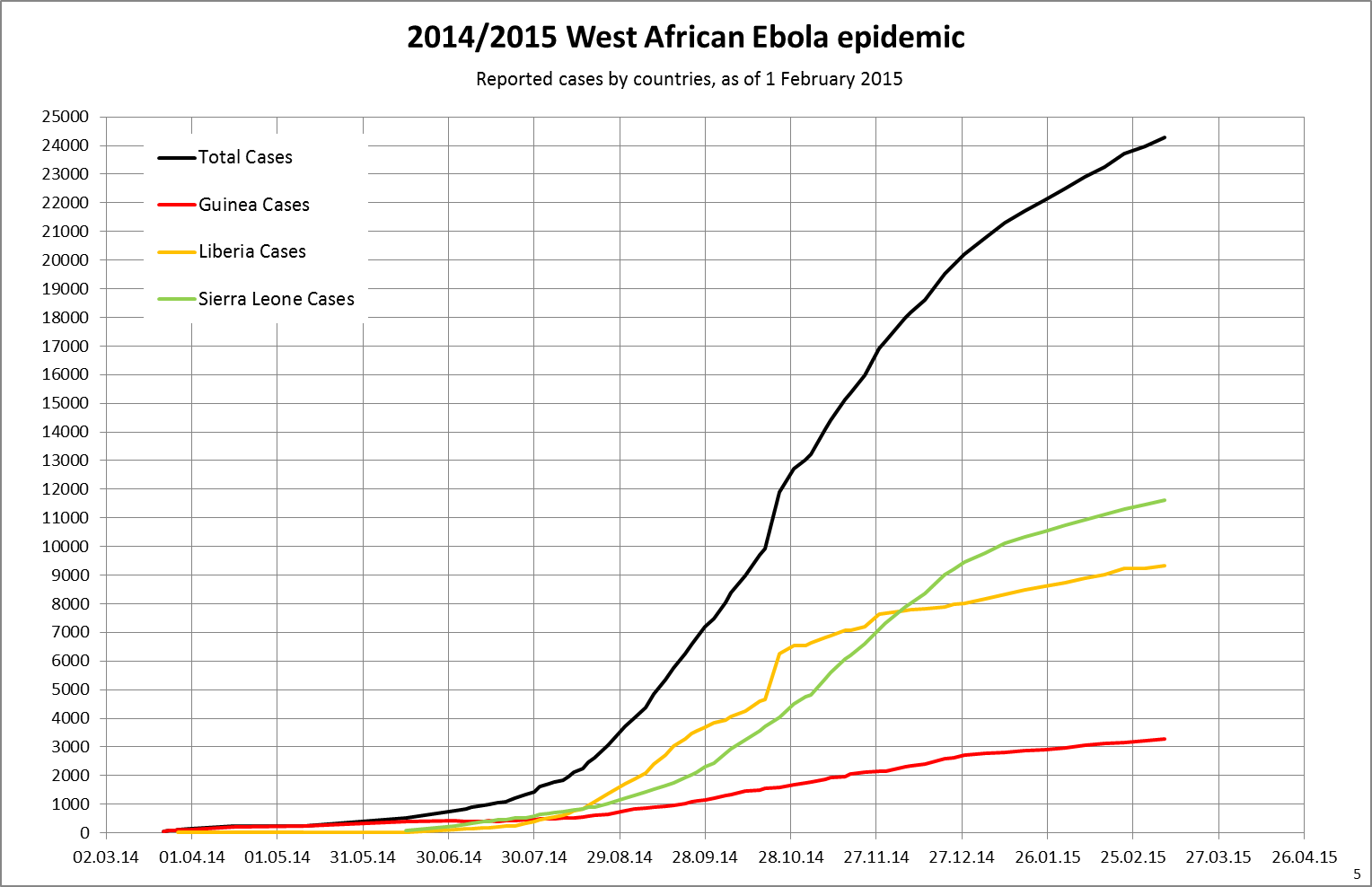
Evolució temporal de casos per països.
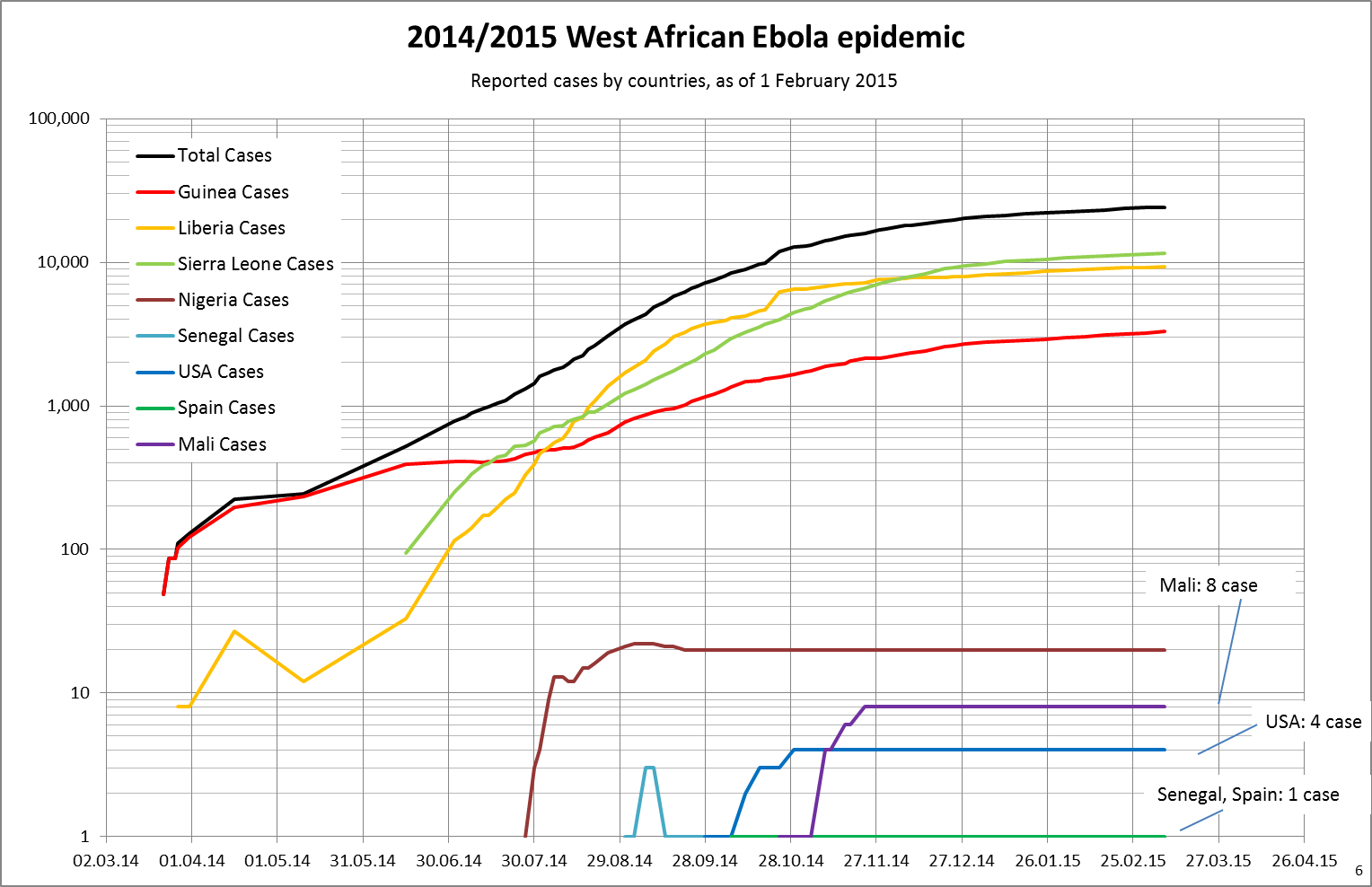
Evolució temporal de casos per països en escala logarítmica.

### Resposta de la comunitat internacional
Els governs de Guinea, Sierra Leone i Libèria van activar els seus comitès d'emergència, plans de resposta davant l'epidèmia d'Ébola, avaluant les necessitats de la població. La Comunitat Econòmica d'Estats d'Àfrica Occidental (CEDEAO) va emetre un comunicat en el qual va demanar el suport de la comunitat internacional en la lluita contra l'epidèmia: «el Consell de mediació i Seguretat de la CEDEAO fa crides a la comunitat internacional a prestar suport en la gestió de l'epidèmia d'Ébola a la regió». El 30 de març, durant la 44a cimera de caps d'Estat i de Govern d'Àfrica occidental, la CEDEAO va desemborsar 250.000 dòlars nord-americans per fer front a l'epidèmia.
El ministeri de l'Interior del Senegal ha ordenat que tots els fluxos migratoris de la frontera amb Guinea quedin suspesos indefinidament per evitar la propagació de la malaltia, segons un comunicat publicat el 29 de març per l'agència estatal APS. Des del 26 de març, Mauritània va tancar tots els creus al llarg del riu Senegal, que és la frontera natural entre Mauritània i el Senegal, a excepció dels punts d'entrada de Rosso i Diama.
La Comissió Europea (CE) ha donat 500.000 euros per ajudar a contenir la propagació del virus a Guinea i els seus països veïns. La CE també ha enviat a un expert en salut a Guinea per ajudar a avaluar la situació i actuar amb les autoritats locals. El comissari de la UE per al Desenvolupament Internacional, Cooperacions, Ajuda Humanitària i Resposta a les Crisis, Kristalina Georgieva, va dir: «Estem profundament preocupats per la propagació d'aquesta malaltia virulenta i el nostre suport ajudarà a garantir l'assistència mèdica immediata als afectats per ella. És vital que actuem amb rapidesa per evitar que el brot es propagui, especialment als països veïns».

## Brot a la República Democràtica del Congo
El 26 d'agost el Ministeri de Salut de la República Democràtica del Congo notificava un nou focus, contagiat a partir d'un animal salvatge per a consum humà a la província d'Equador. No obstant això, no es van prendre les precaucions necessàries en arribar a clínica, afavorint la seva ràpida propagació entre personal sanitari i familiars. Entre el 28 de juliol i el 18 d'agost s'han identificat 24 casos sospitosos de febre hemorrágica, amb 13 morts.
El 2 de setembre, l'OMS, tenia comptabilitzats 31 morts i 53 casos confirmats a la ciutat de Boende, al nord de la província d'Equador. El virus és de la cepa Ébola-Zaire, la més comuna al país i la mateixa que el 1995 va causar un brot a Kikwit, província de Kwilu. Els resultats epidemiològics indiquen que no té relació amb el brot d'Àfrica Occidental.
El dia 18 d'octubre l'OMS va emetre un comunicat informant que eren 66 els infectats i 49 els morts confirmats pel virus de l'Ebola.
El 15 de novembre, l'OMS va declarar que el brot havia acabat.